# Süderberge
Die Süderberge (dänisch: Sønderpolde) sind ein Naturschutzgebiet in der schleswig-holsteinischen Gemeinde Süderlügum im Kreis Nordfriesland.
Das 8,48 Hektar große Naturschutzgebiet ist unter der Nummer 33 in das Verzeichnis der Naturschutzgebiete des Landesamtres für Landwirtschaft, Umwelt und ländliche Räume eingetragen. Es wurde 1939 ausgewiesen (Datum der Verordnung: 7. Juni 1939). Zuständige untere Naturschutzbehörde ist der Kreis Nordfriesland.
Das Naturschutzgebiet liegt südöstlich von Süderlügum innerhalb des 809 Hektar großen FFH-Gebietes „Süderlügumer Binnendünen“. Es stellt einen Teil eines in einem Waldgebiet liegenden Sees und die umgebenden, offenen Flächen unter Schutz. Das Gebiet wird von den Schleswig-Holsteinischen Landesforsten betreut. Der im Dänischen gebräuchliche Name auf polde (auch Pulde; von pulle für ziehen) bezeichnet eine Erhebung aus (Flug-)sand.

## Bilder

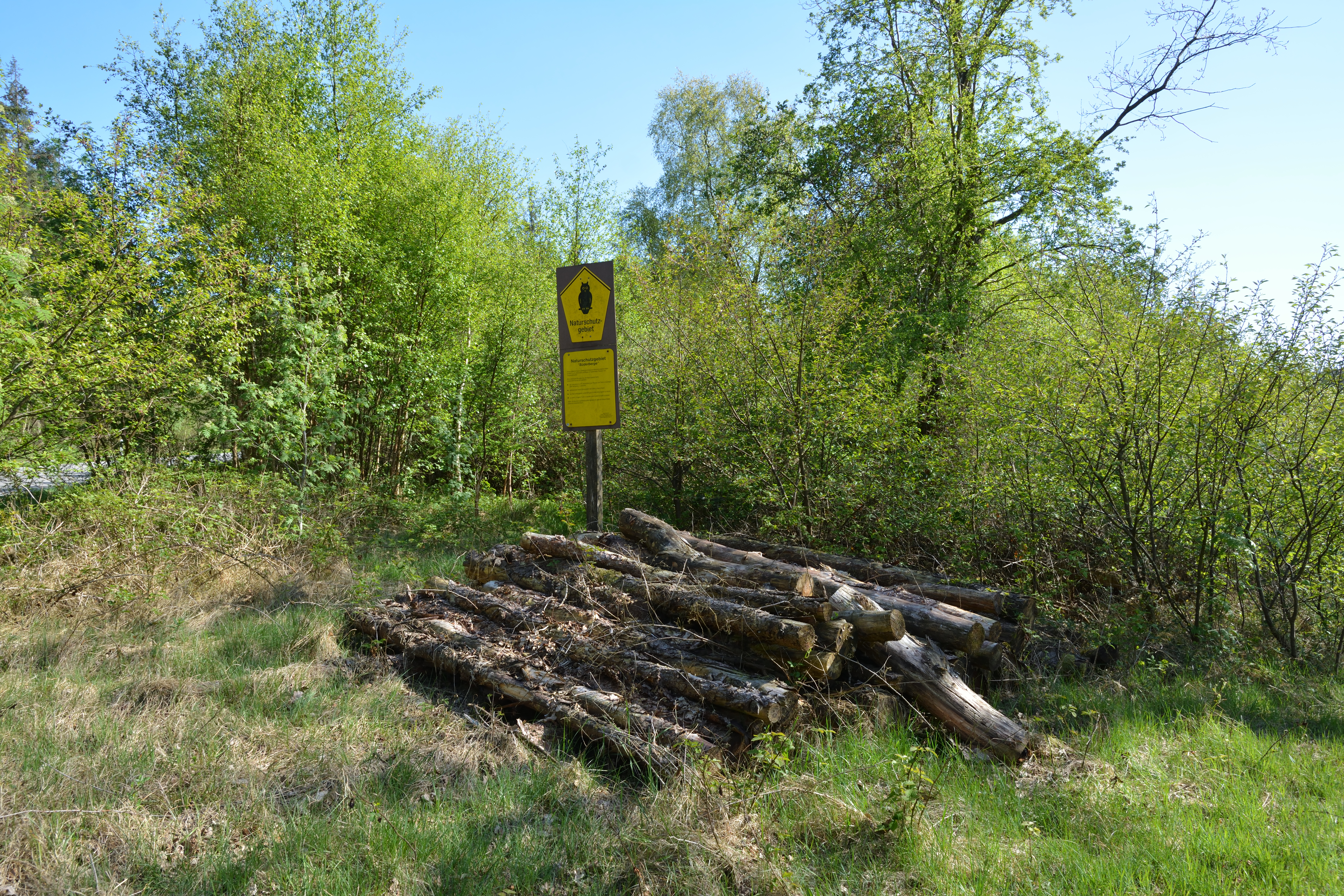
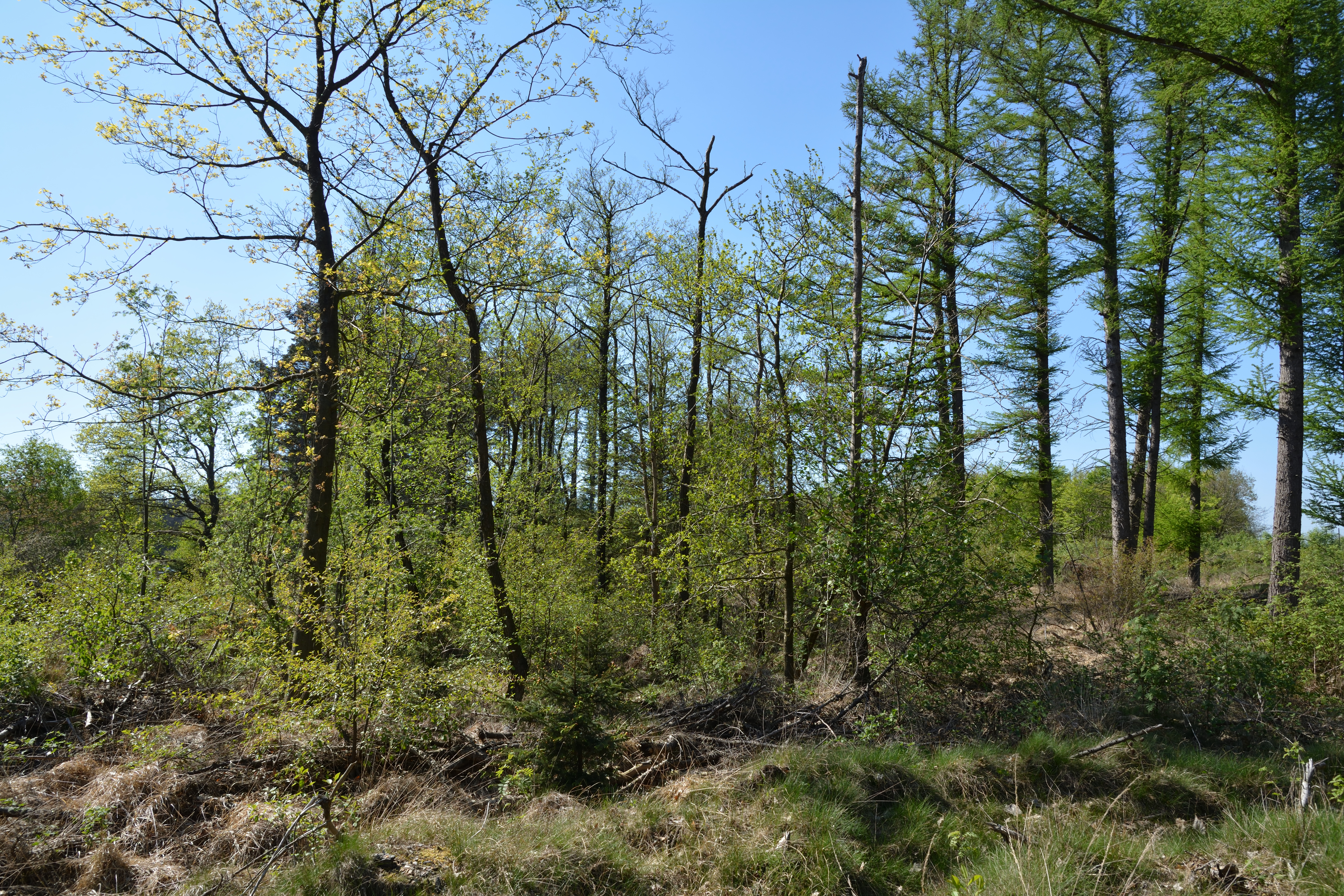
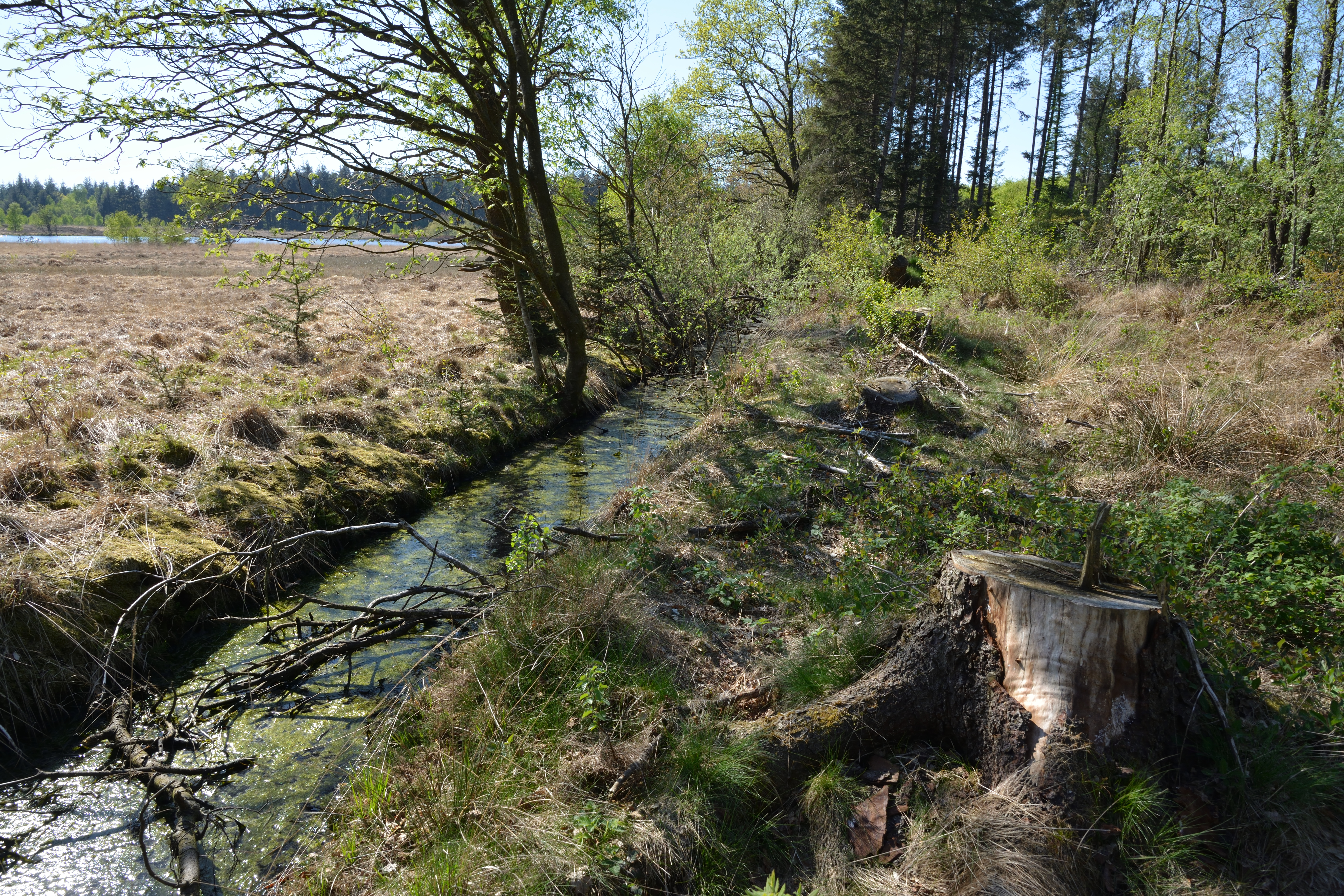
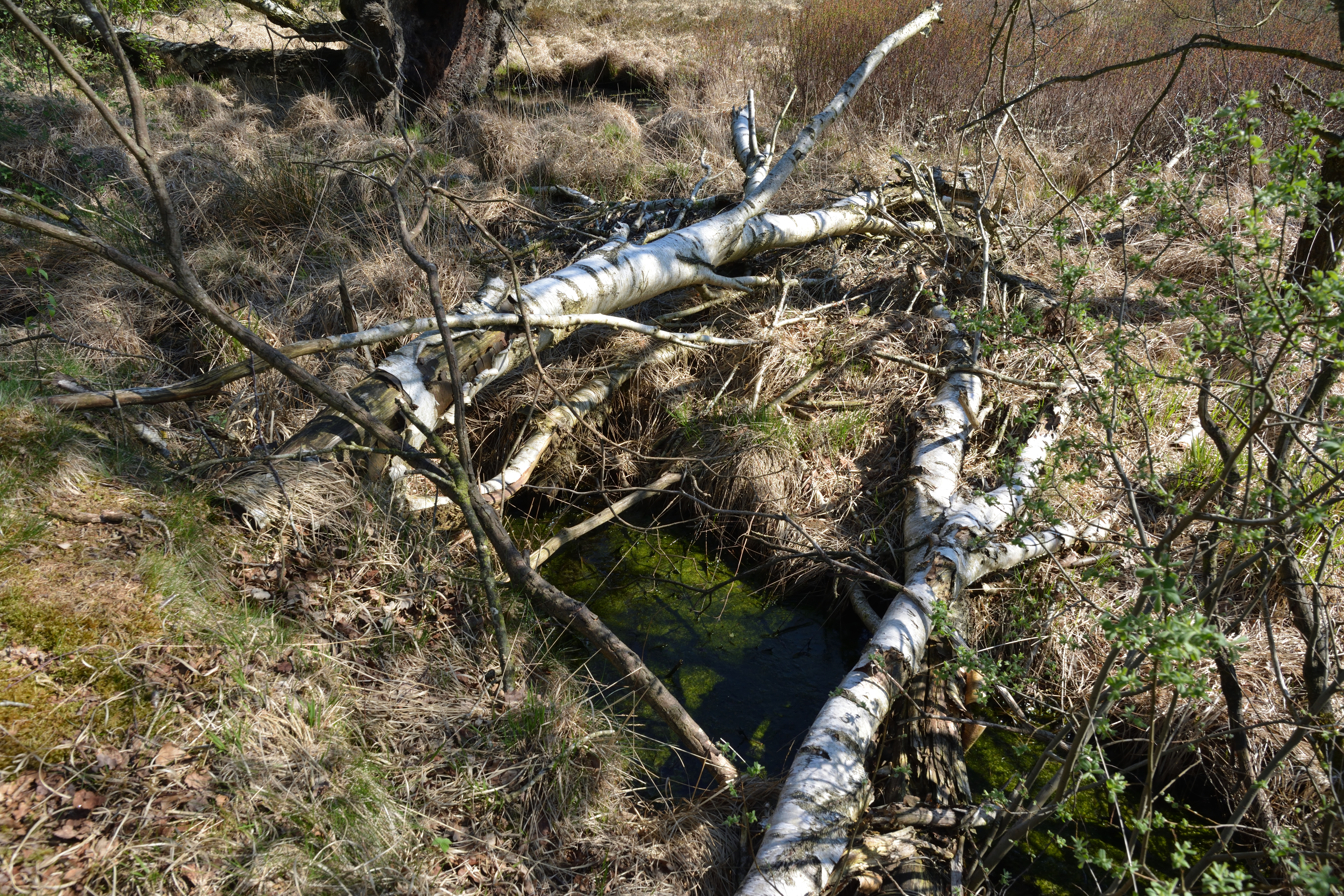